# サンライズアート
株式会社サンライズアートは、かつて存在したテレビ番組の舞台照明技術を制作するプロダクションである。

## 概要
1974年10月15日に設立。テレビ番組の舞台照明技術を担当し、各テレビ局のテレビドラマを中心に実績を重ね、1989年5月期には約5億3700万円の売り上げがあった。だが、日本テレビ系列、テレビ朝日系列、TBS系列は同業他社やグループ企業へ受注先をシフトしたため。、2014年以降は受注を受ける作品が年2〜3本に減少した。受注するテレビ局も最末期はテレビ東京、フジテレビ、東海テレビの3局のみとなるなど経営が悪化し、2017年5月期の売上は約9800万円にまで低下。2017年6月〜7月放送の『屋根裏の恋人』が最後の照明技術担当作品となり、そして2017年12月27日に東京地方裁判所から破産手続開始決定を受けた。そして2018年8月14日に法人格が消滅した。

## 所属していたスタッフ
- 高山喜博（前代表取締役社長）
- 海老原靖人（Kカンパニーへ）
- 田頭祐介
- 白石雄二
- 横路和幸
- 保坂裕之
- 石井美宏
- 窪田秀樹
- 恩田守正
- 堀川由美
- 増田裕樹
- 金子拓矢（Kカンパニーへ）
- 堀越路博
- 横石勲
- 荒川光代
- 矢尻昌也
- 北浦彩
- 諸岡亮（ティ・エル・シーへ）
- 絹川真季子
- 榊原一憲
- 和田貴之
- 福田実江子（Kカンパニーへ）

### ティ・エル・シー（現：TBSアクト）に移籍したスタッフ
- 鷲尾俊和
- 風間大介
- 横山修司
- 遠藤和俊
- 吉川行保

### ラ・ルーチェ（現：TBSアクト）に移籍したスタッフ
- 板垣賢三
- 菊池護
- 的場謙一
- 原昇
- 金子清二
- 阿部慶治
- 青木義男
- 落合一夫
- 浅田和男
- 山下明弘
- 加藤美和子
- 太田亘
- 椙浦明規
- 川端虎
- 藤井隆康
- 庄田友里絵

### 他に所属していたスタッフ
- 菱山勇
- 米田俊一（現：株式会社アンバーライト）
- 上島忠宣（現：株式会社Kカンパニー）
- 大塚基夫（現：株式会社バル・エンタープライズ）
- 三ヶ尻進（現：株式会社バル・エンタープライズ）
- 田村輝夫
- 中嶋義晴（現：株式会社バル・エンタープライズ）
- 高瀬隆治（現：株式会社Kカンパニー）